# Tranvía de la Marina (TRAM Metropolitano de Alicante)
Villajoyosa - Algar | Tranvía de la Marina
La línea por todo su trazado irá junto a la L1, pero a diferencia de ésta, parará en todas las estaciones y apeaderos, la L1 sólo en las principales estaciones.
Esta línea dará un servicio suburbano a la comarca de la Marina Baja, comunicando Villajoyosa, Benidorm y Altea mediante tranvías de forma rápida y regular. Con esta línea se pretende mejorar el tráfico entre estos municipios, especialmente en los meses de verano.

## Datos de la línea
- Longitud: 20,4km
- Plataforma tranviaria total: 0 km
- Plataforma ferroviaria total: X km , 14 estaciones.
- Velocidad comercial: X

## Estaciones y apeaderos en obras
| Nombre de Estación/Apeadero | Municipio    | Correspondencias | Servicios                          |
| --------------------------- | ------------ | ---------------- | ---------------------------------- |
| Algar                       | Altea        |                  | Servicios adaptados                |
| Garganes                    | Altea        |                  | Servicios adaptados                |
| Altea                       | Altea        |                  | Servicios adaptados                |
| El Albir                    | Alfaz del Pi |                  | Servicios adaptados · Aparcamiento |
| Alfaz del Pi                | Alfaz del Pi |                  | Servicios adaptados                |
| Camí Coves                  | Benidorm     |                  | Servicios adaptados                |
| Benidorm Intermodal         | Benidorm     |                  | Servicios adaptados                |
| Benidorm                    | Benidorm     |                  | Servicios adaptados                |
| Terra Mítica                | Benidorm     |                  | Servicios adaptados                |
| C.C. La Marina - Finestrat  | Finestrat    |                  | Servicios adaptados                |
| Hospital Vila               | Villajoyosa  |                  | Servicios adaptados                |
| Costera Pastor              | Villajoyosa  |                  | Servicios adaptados                |
| Creueta                     | Villajoyosa  |                  | Servicios adaptados                |
| La Vila Joiosa              | Villajoyosa  |                  | Servicios adaptados                |